# René Le Bègue (Rennfahrer)

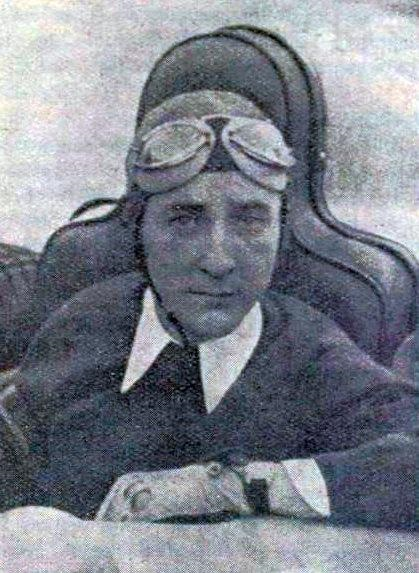
René Le Bègue 1939

René Louis Paul Le Bègue (* 15. Januar 1914 in Paris; † 24. Februar 1946 in Versailles) war ein französischer Automobilrennfahrer.

## Karriere
Da die französischen Grand-Prix-Wagen in den 1930er-Jahren nicht mit den Silberpfeilen mithalten konnten, versuchten viele Piloten eher bei Sportwagenrennen ihr Glück, so auch René Le Bègue. Seine Karriere begann 1936 auf Delahaye, und er konnte auch einige Erfolge verzeichnen. So gewann er das 12-Stunden-Rennen von Paris 1938 und die Coupe de Vitesse in Montlhéry 1938. Auf einem Talbot erreichte er beim zur Grand-Prix-Europameisterschaft 1939 zählenden Grand Prix von Frankreich hinter den beiden deutschen Auto-Union-Werkspiloten Hermann Paul Müller und Schorsch Meier den dritten Platz.
Im Zweiten Weltkrieg kämpfte Le Bègue in der französischen Armee und wollte anschließend seine Rennfahrerkarriere fortsetzen, als er an einer Kohlenmonoxidvergiftung durch einen defekten Boiler starb.

## Statistik

### Le-Mans-Ergebnisse
| Jahr | Team           | Fahrzeug          | Teamkollege   | Platzierung | Ausfallgrund     |
| ---- | -------------- | ----------------- | ------------- | ----------- | ---------------- |
| 1938 | Luigi Chinetti | Talbot-Lago T150C | René Carrière | Ausfall     | Kupplungsschaden |
| 1939 | Luigi Chinetti | Talbot-Lago SS    | Pierre Levegh | Ausfall     | Zündungsschaden  |